# اندريي بويفالوف
اندريي بويفالوف (بالروسية: Буйволов, Андрей Валерьевич)‏ (12 يناير 1987 ببالاخنا في روسيا - ) هو لاعب كرة قدم روسي في مركز الدفاع. شارك مع منتخب روسيا الثاني لكرة القدم. أما مع النوادي، فقد لعب مع نادي فولغا نيجني نوفغورود.

## وصلات خارجية
- اندريي بويفالوف على موقع قاعدة بيانات كرة القدم.إي يو (الإنجليزية)
- اندريي بويفالوف على موقع Soccerway.com (الإنجليزية)
- اندريي بويفالوف على موقع عالم كرة القدم.نت (الإنجليزية)